# Swansea (Massachusetts)
Pour les articles homonymes, voir Swansea (homonymie).
Swansea est une ville du comté de Bristol dans l’État du Massachusetts.
Elle a été incorporée en 1667.
Sa population était de 17 144 habitants en 2020.